# Casale Foot Ball Club 1910-1911
Questa pagina raccoglie i dati riguardanti il Casale Foot Ball Club nelle competizioni ufficiali della stagione 1910-1911.

## Rosa
| N. |                   | Ruolo | Calciatore           |
| -- | ----------------- | ----- | -------------------- |
|    | Italia (bandiera) | P     | Attilio Gallina (I)  |
|    | Italia (bandiera) | D     | Attilio Maggiani     |
|    | Italia (bandiera) | D     | Cavasonza (I)        |
|    | Italia (bandiera) | D     | Pedraglio            |
|    | Italia (bandiera) | C     | Berretta             |
|    | Italia (bandiera) | D     | Mario Scrivano       |
|    | Italia (bandiera) | C     | Luigi Barbesino      |
|    | Italia (bandiera) | C     | Luigi Cavasonza (II) |
|    | Italia (bandiera) | C     | Giuseppe Parodi      |

| N. |                   | Ruolo | Calciatore            |
| -- | ----------------- | ----- | --------------------- |
|    | Italia (bandiera) | A     | Secondo Caire         |
|    | Italia (bandiera) | A     | Giovanni Gallina (II) |
|    | Italia (bandiera) | A     | Amedeo Varese         |
|    | Italia (bandiera) |       | Oreste Guasco         |
|    | Italia (bandiera) |       | Boggio                |